# Ceanothus impressus
Ceanothus impressus är en brakvedsväxtart som beskrevs av Trelease. Ceanothus impressus ingår i släktet Ceanothus och familjen brakvedsväxter. Utöver nominatformen finns också underarten C. i. nipomensis.

## Bildgalleri

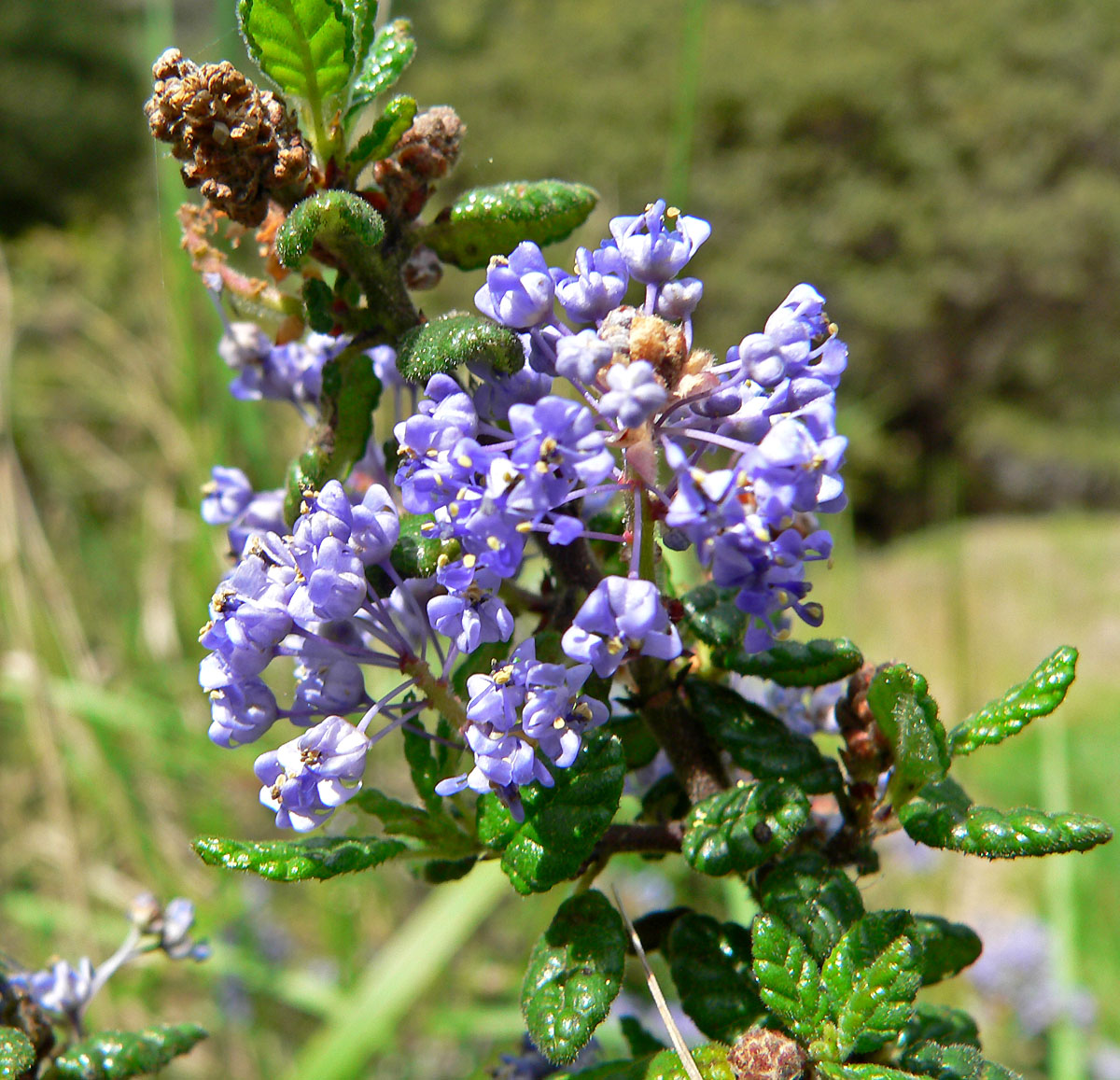
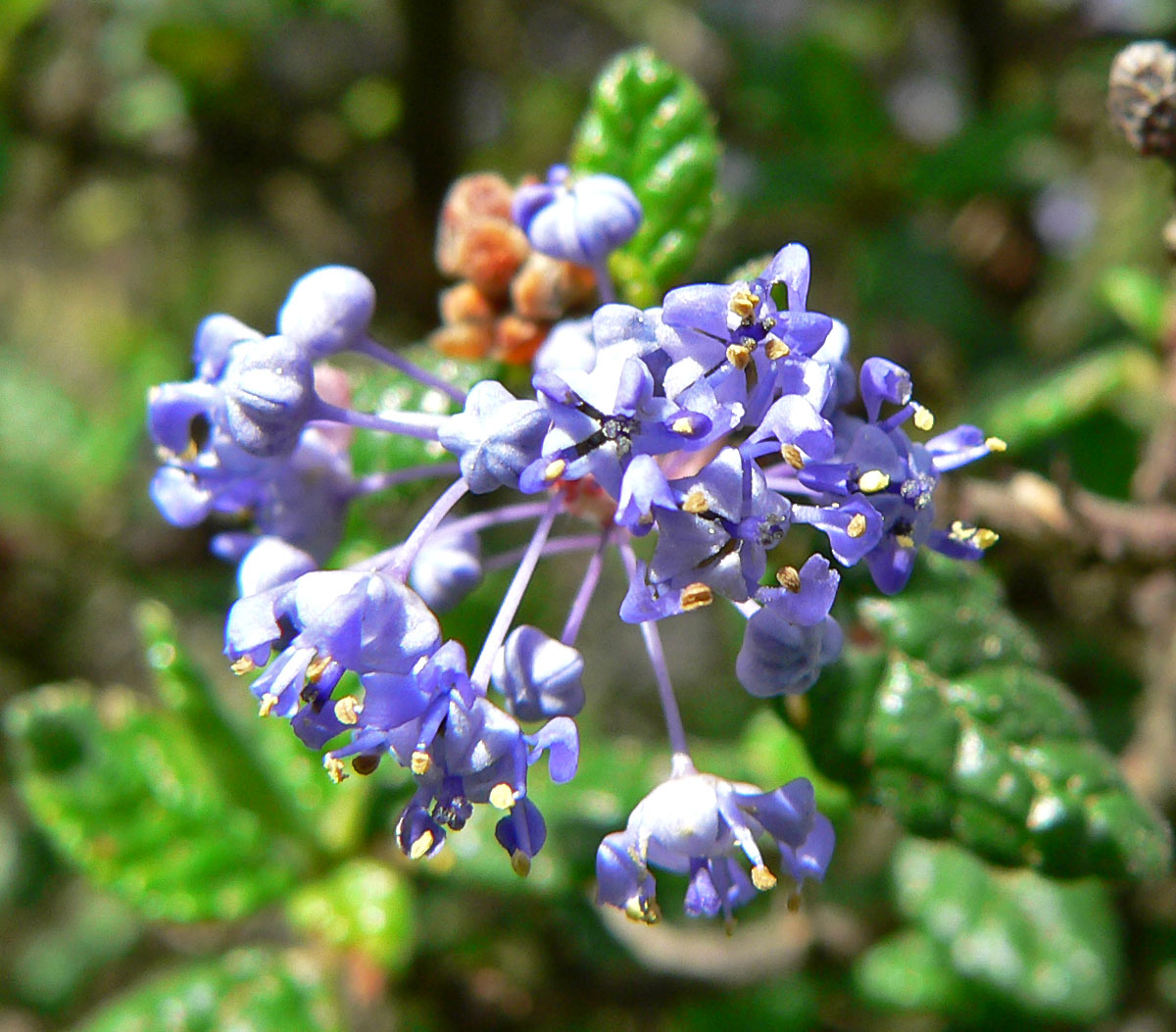
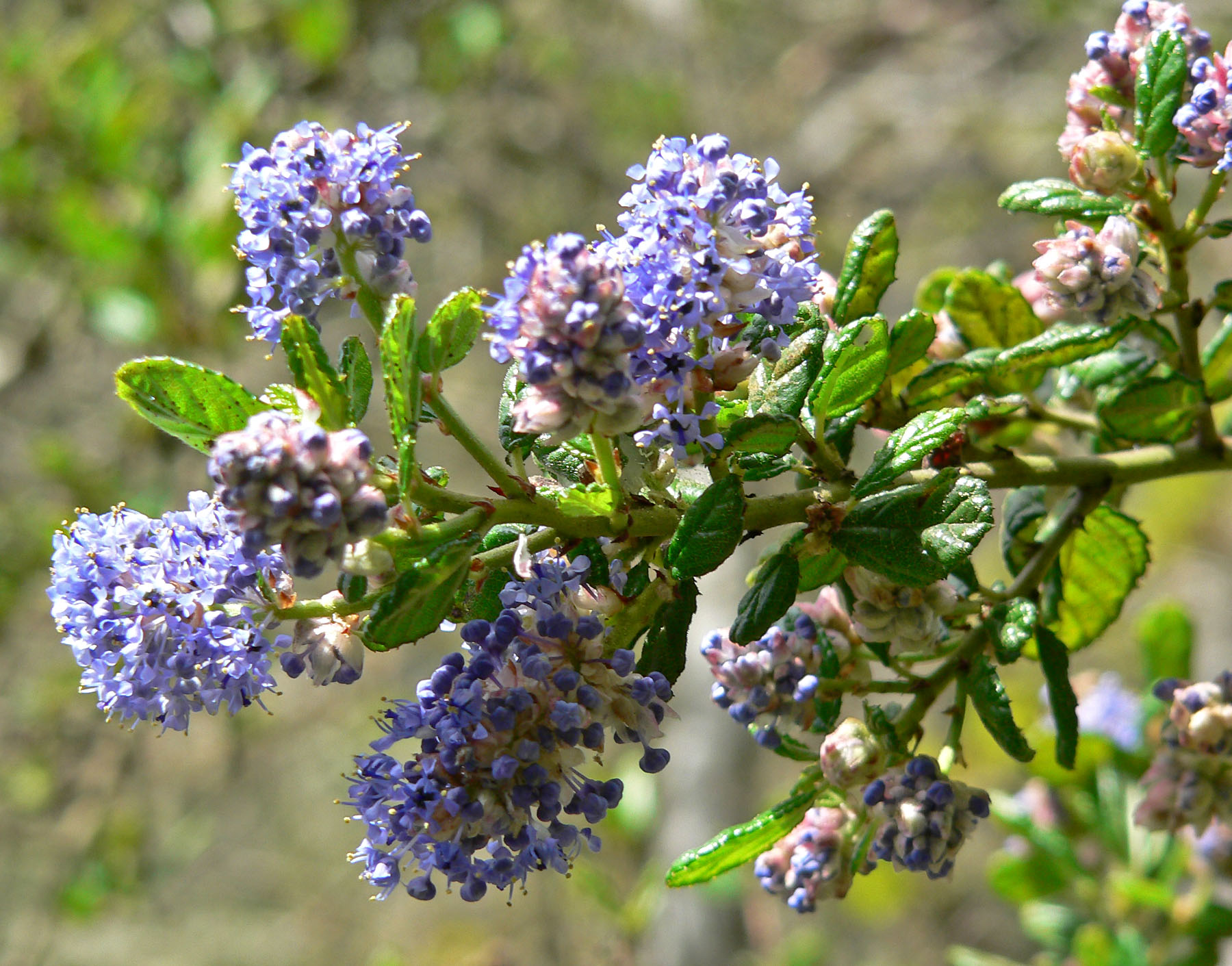
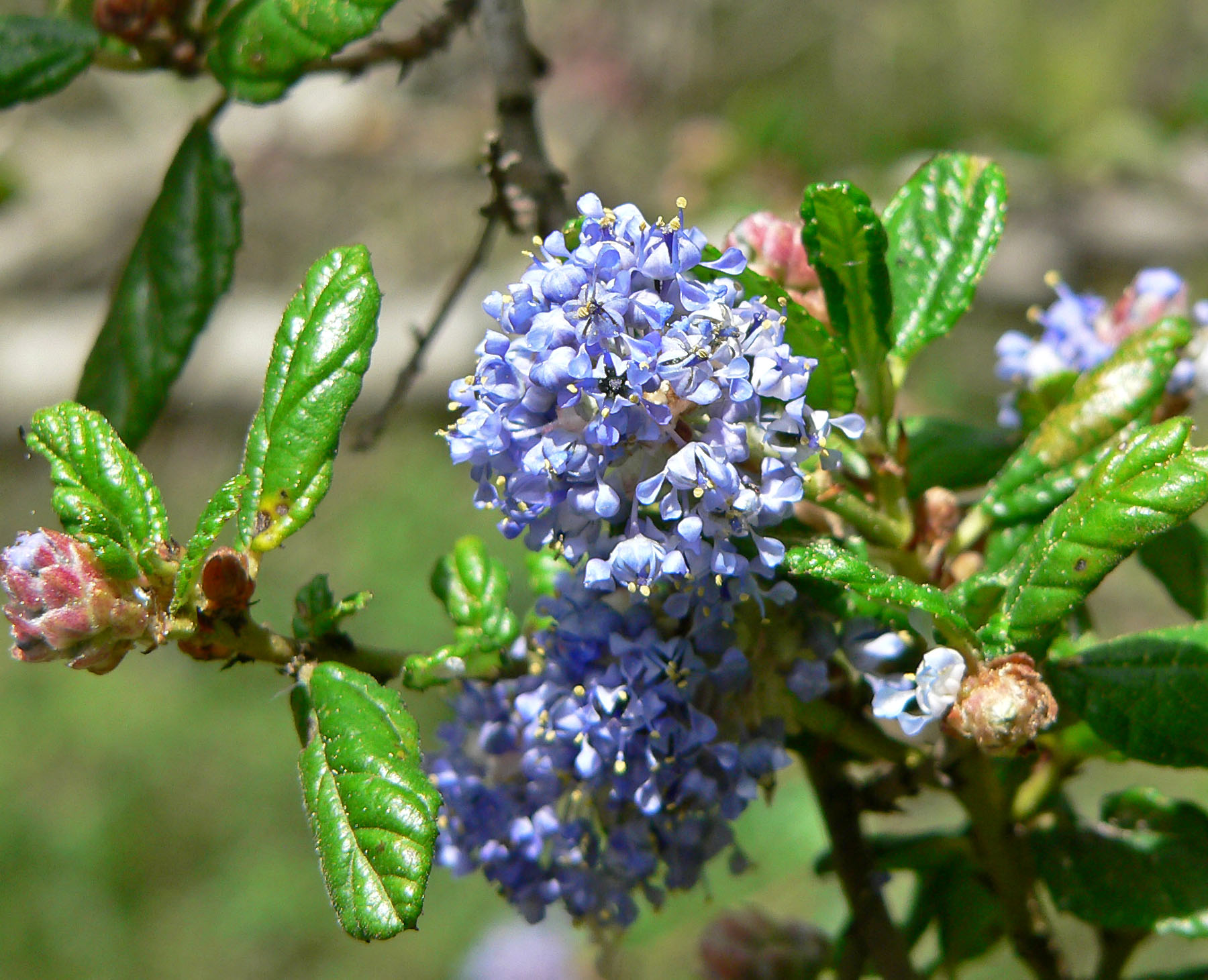
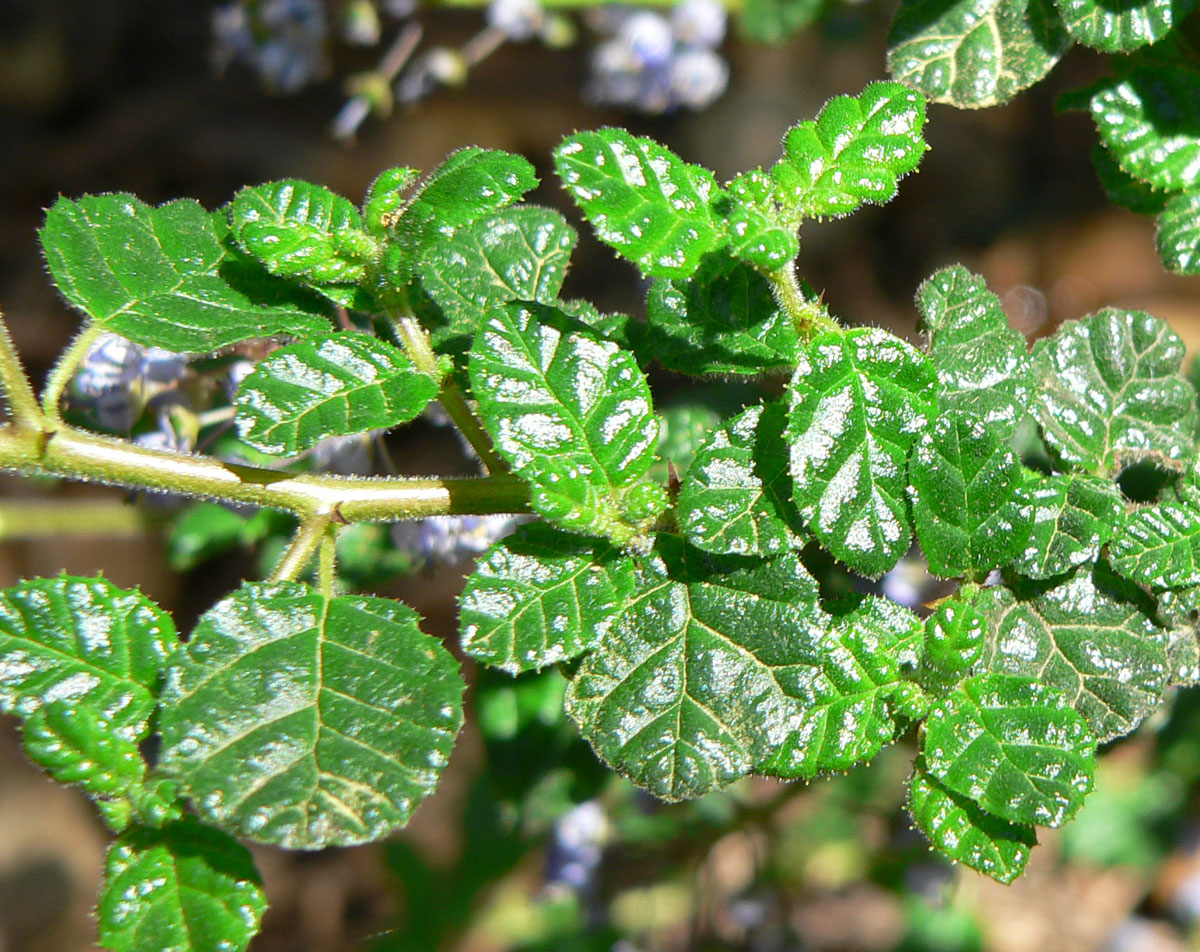